# Міхай Плетіке
Міхай Плетіке (рум. Mihai Plătică, нар. 15 березня 1990, Кишинів) — молдовський футболіст, півзахисник клубу «Мілсамі».
Виступав, зокрема, за клуби «Сфинтул Георге» та «Нафтохімік» (Нижньокамськ), а також молодіжну збірну Молдови.
Володар Суперкубка Росії. 
Має брата-футболіста Серджіу Плетіке.
Також має російське громадянство під іменем рос. Платика Михаил Иванович.

## Клубна кар'єра
Народився 15 березня 1990 року в місті Кишинів. Вихованець футбольної школи клубу «Сфинтул Георге». Дорослу футбольну кар'єру розпочав 2009 року в основній команді того ж клубу, в якій провів два сезони, взявши участь у 64 матчах чемпіонату. Більшість часу, проведеного у складі «Сфинтул Георге», був основним гравцем команди.
Згодом з 2011 по 2012 рік грав у складі команд клубів «Академія УТМ» та «Рубін».
Своєю грою за останню команду привернув увагу представників тренерського штабу клубу «Нафтохімік» (Нижньокамськ), до складу якого приєднався 2012 року. Відіграв за нижньокамську команду наступні два сезони своєї ігрової кар'єри.
Протягом 2014—2017 років захищав кольори клубів «Зімбру», «Ростов», «Шинник» та «Сокол» (Саратов).
До складу клубу «Мілсамі» приєднався 2017 року. 

## Виступи за збірну
У 2011 році залучався до складу молодіжної збірної Молдови. На молодіжному рівні зіграв у 2 офіційних матчах.

## Титули і досягнення
- Володар Суперкубка Росії (1):

«Рубін»:  2012
- Володар Кубка Молдови (1):

«Мілсамі»: 2017/18